# I vizi segreti degli italiani quando credono di non essere visti
I vizi segreti degli italiani quando credono di non essere visti è un film documentario del 1987 diretto da Camillo Teti.